# Helmut Koester
Helmut Heinrich Karl Ernst Koester, in deutschsprachigen Publikationen meist Köster (* 18. Dezember 1926 in Hamburg; † 1. Januar 2016 in Lexington, Massachusetts) war ein deutsch-amerikanischer Theologe und Neutestamentler.

## Leben und Werk
Nach seinem Abitur 1943 in Berlin diente er im Heer und später in der Kriegsmarine. 1945 geriet er in alliierte Kriegsgefangenschaft. Sein Studium der evangelischen Theologie an der Universität Marburg beendete er 1950. Während der Abfassung seiner Doktorarbeit war er Aushilfspfarrer der Evangelisch-Lutherischen Kirche von Hannover. 1953 heiratete er Gisela Harrassowitz. Aus der Ehe gingen vier Kinder hervor: Reinhild (* 1956), Almut (* 1958), Ulrich (* 1962) und Heiko (* 1966).
1954 wurde Koester an der Universität Marburg als letzter Promovend von Rudolf Bultmann promoviert. Nach seiner Assistentenzeit an der Universität Heidelberg bei Günther Bornkamm und seiner Habilitation 1956 ging er 1958 in die USA an die Divinity School der Harvard University in Cambridge, wo er bis zu seinem Tod als Professor für Neues Testament und frühe Kirchengeschichte arbeitete. 1989 erhielt er die Ehrendoktorwürde der Universität Genf, 2006 die Ehrendoktorwürde der Theologischen Fakultät der Humboldt-Universität zu Berlin. Er war Mitglied der Society of Biblical Literature und, seit 1968, der American Academy of Arts and Sciences.

## Werke (in Auswahl)
- Synoptische Überlieferung bei den apostolischen Vätern. Texte und Untersuchungen zur Geschichte der altchristlichen Literatur Bd. 65. Akademie-Verlag, Berlin 1957 (Dissertation).
- (mit James M. Robinson): Entwicklungslinien durch die Welt des frühen Christentums. Tübingen, Mohr 1971, ISBN 3-16-131511-1.
- Einführung in das Neue Testament im Rahmen der Religionsgeschichte und Kulturgeschichte der hellenistischen und römischen Zeit. de Gruyter Lehrbuch. Walter de Gruyter, Berlin/New York 1980, ISBN 3-11-002452-7.
- Art. Formgeschichte/Formenkritik. II. Neues Testament In: Theologische Realenzyklopädie Bd. 11 (1983), 286–299.
- Überlieferung und Geschichte der frühchristlichen Evangelienliteratur In: Aufstieg und Niedergang der römischen Welt II 25.2 (1984), ISBN 3-11-009523-8, S. 1463–1542.
- Ancient Christian Gospels. Their History and Development. SCM Press Ltd, London 1990, ISBN 0-334-02459-5.